# 颶風弗洛伊德

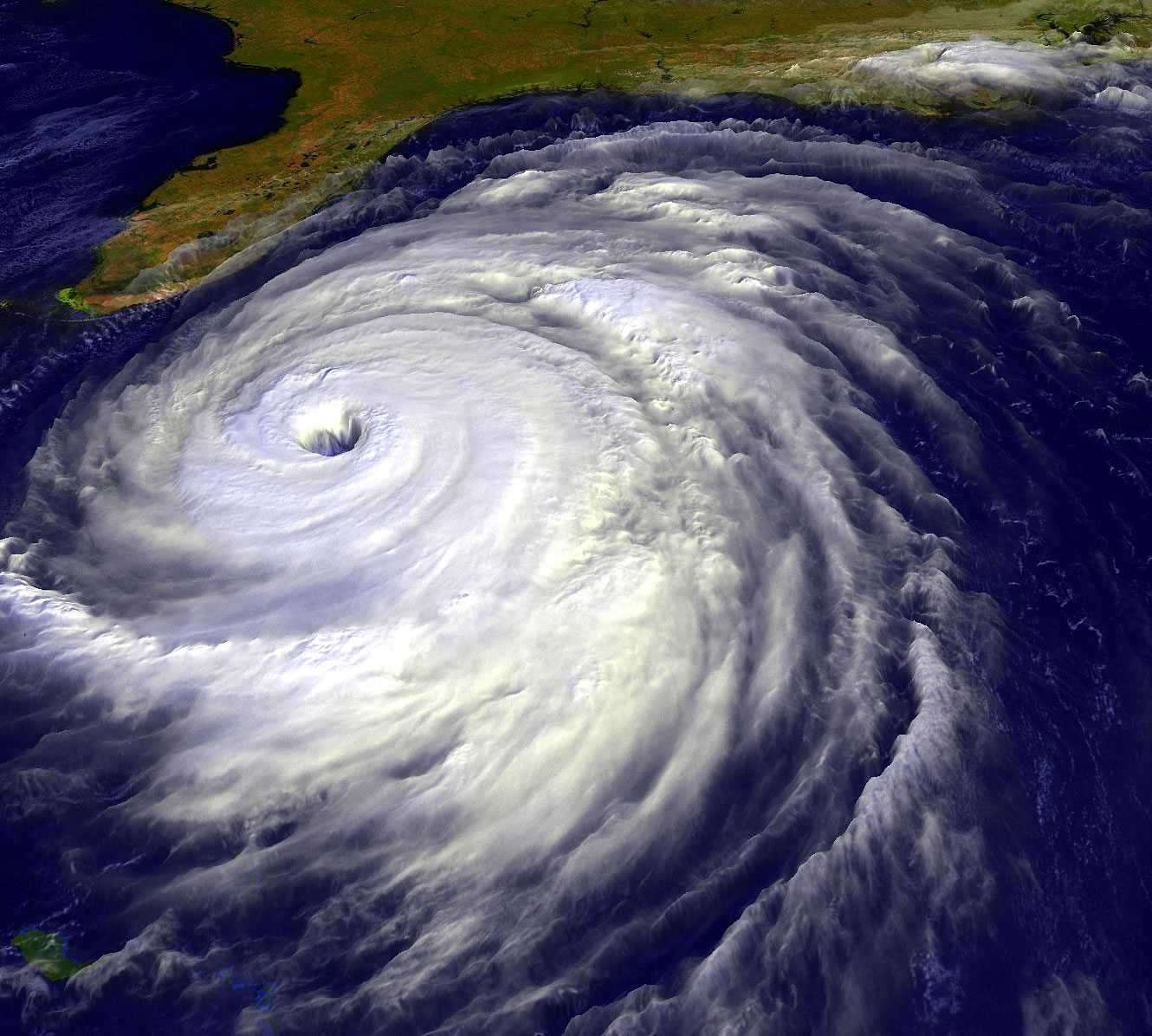
颶風弗洛伊德

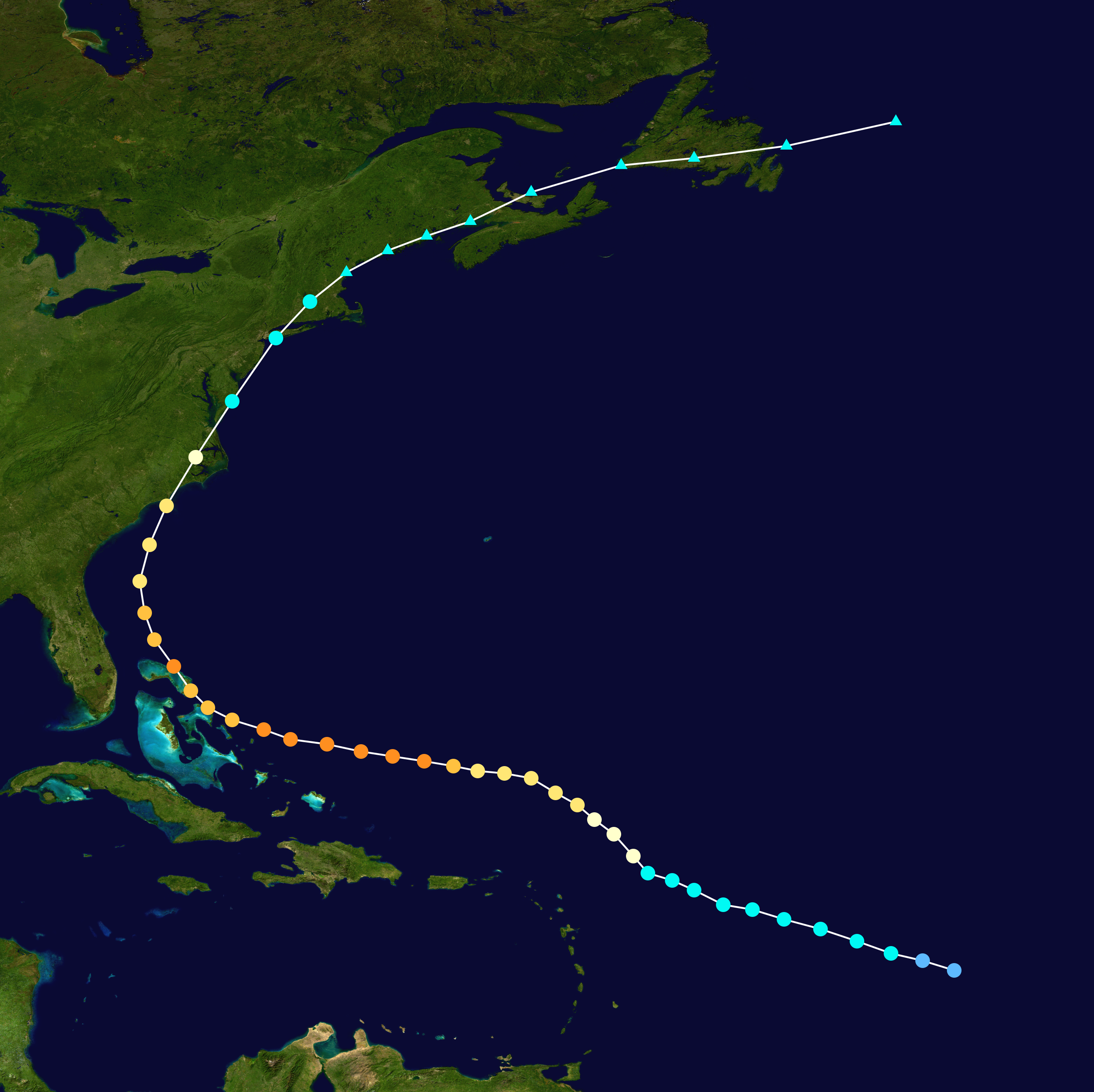
颶風弗洛伊德的路徑圖

颶風弗洛伊德 (Hurricane Floyd) 是1999年大西洋颶風季中的其中一個热带气旋。85人死亡，该名称已从飓风命名序列中除名。